# Arnbitter
Arnbitter er en danskproduceret bitter, der bliver produceret af Anton Thorup & Søn. Bitteren kan dateres tilbage til tresserne.
Bitteren sælges med sloganet "Hverken ny, trendy eller importeret".

## Varianter
Arnbitter produceres i to varianter.
Den originale bitter med navnet Arnbitter (med grøn etiket) består af en række urter, der er blandet efter hemmelig opskrift Den har en alkoholvolumen på 50%, og sælges over hele landet, dog primært i Århus. Den er oprindeligt blandet af vinfimaet Arne M. Hansen i Århus, men har siden 1978 været produceret af vinfirmaet Anton Thorup & Søn.
Varianten Arnbitter Mint (med blå etiket) er sjældnere. Den udsprang af eksperimenter fra 1997, og blev endeligt produceret i 1999. Smagen er relativt rund og sød, og har 40% alkohol.
Farvemæssigt har begge varianter ravkulør, men Arnbitter Mint er mørkere og mere gylden.

## Priser og medaljer
- Arnbitter vandt guldmedalje ved den internationale vin & spiritusudstilling i Rotterdam i 1970.
- Arnbitter har modtaget sølv ved The International Wine & Spirit Competition 2005 i London.